# Потравље
Потравље је насељено место у саставу општине Хрваце, Сплитско-далматинска жупанија, Република Хрватска.

## Историја
До територијалне реорганизације у Хрватској налазило се у саставу старе општине Сињ. Потравље се од распада Југославије до јануара 1993. налазило у саставу Републике Српске Крајине.

## Становништво
На попису становништва 2011. године, Потравље је имало 651 становника.
| Број становника по пописима | Број становника по пописима | Број становника по пописима | Број становника по пописима | Број становника по пописима | Број становника по пописима | Број становника по пописима | Број становника по пописима | Број становника по пописима | Број становника по пописима | Број становника по пописима | Број становника по пописима | Број становника по пописима | Број становника по пописима | Број становника по пописима | Број становника по пописима |
| --------------------------- | --------------------------- | --------------------------- | --------------------------- | --------------------------- | --------------------------- | --------------------------- | --------------------------- | --------------------------- | --------------------------- | --------------------------- | --------------------------- | --------------------------- | --------------------------- | --------------------------- | --------------------------- |
| 1857                        | 1869                        | 1880                        | 1890                        | 1900                        | 1910                        | 1921                        | 1931                        | 1948                        | 1953                        | 1961                        | 1971                        | 1981                        | 1991                        | 2001                        | 2011                        |
| 919                         | 1.186                       | 709                         | 1.062                       | 1.203                       | 1.281                       | 1.313                       | 1.352                       | 1.292                       | 1.386                       | 1.245                       | 1.230                       | 1.174                       | 1.006                       | 823                         | 651                         |

Напомена: У 1869. садржи податке за насеље Маљково.

### Попис 1991.
На попису становништва 1991. године, насељено место Потравље је имало 1.006 становника, следећег националног састава:
| Попис 1991.‍   | Попис 1991.‍ | Попис 1991.‍ | Попис 1991.‍ | Попис 1991.‍ |
| ------------- | ----------- | ----------- | ----------- | ----------- |
|               |             |             |             |             |
| Хрвати        | Хрвати      |             | 1.004       | 99,80%      |
| Срби          | Срби        |             | 1           | 0,09%       |
| непознато     | непознато   |             | 1           | 0,09%       |
| укупно: 1.006 |             |             |             |             |